# Svetlana Pospelova
Svetlana Mikhailovna Pospelova (São Petersburgo, 24 de dezembro de 1979) é uma ex-velocista russa especialista nos 400 m rasos, campeã mundial no revezamento 4x400 metros. Ganhou a medalha de ouro no Campeonato Mundial de Atletismo de 2005 em Helsinque com Yuliya Pechonkina, Natalya Antyukh e Olesya Krasnomovets.
Foi suspensa por dois anos por testar positivo para estanozolol, num teste fora de competição durante os Jogos de Sydney 2000, onde não chegou a competir, sendo retirada do evento com ele em andamento.